# La Place du fantôme
Albums de La Grande Sophie
Des vagues et des ruisseaux
(2009) Nos histoires
(2015)
Singles
1. Ne m'oublie pas/Bye Bye Etc.
Sortie : 5 décembre 2011
2. Sucrer les fraises
Sortie : décembre 2012

La Place du fantôme est le sixième album de La Grande Sophie. Il est sorti en 2012. 
L'album entre à la 9e place des ventes d'album en France et 12e en Belgique francophone.

## Genèse
Au début de l'écriture de l'album, La Grande Sophie participe au projet Les Françoises et écrit des musiques de téléfilms. L'écriture de l'album se déroule plus lentement que prévu. « Finalement les chansons sont arrivées les unes après les autres en abordant un moment de ma vie plus douloureux, si bien que La Place du fantôme a été pour moi une évidence. J'étais à la recherche d'une présence sans pouvoir la trouver. J'ai dû, à ce moment précis de ma vie, faire face à un obstacle. J'ai voulu le contourner et le surmonter mais j'ai compris que je ne pouvais pas. La solution devait venir de moi », explique la chanteuse.

## Caractéristiques de l'album

### Écriture, réalisation des chansons
L'album  comporte divers styles musicaux tels que la pop, le folk, le funk, le rock industriel, l'electro ou le disco. La Grande Sophie a écrit et composé toutes les chansons, la réalisation est menée par La Grande Sophie avec les membres du collectif de jazz Sacre du Tympan, Ludovic Bruni, Vincent Taeger et Vincent Taurelle. L'album comporte dix chansons pour une durée de 38 minutes environ.
Pour Valérie Lehoux de Télérama, Ma radio « est à la fois la clé de voûte et le titre le plus symbolique » de l'album.

### Thèmes
L'album aborde plusieurs thèmes tels que la mort avec le « temps qui passe et qui ronge », dire au revoir à ses rêves, la solitude, mais avec une volonté d'introspection,. Pour Christian Larrède de Music Story, l'album est composé de « sentiments en clair-obscur ».

## Accueil

### Accueil critique
L'album est très bien accueilli par la critique musicale. Larrède de Music Story explique que « comme un songe éveillé », l'album « nous donne à entendre une jeune femme lucide mais déchirée, farouche mais exposée, austère mais rayonnante ». Larrède souligne que « depuis deux années, Sophie Huriaux est en effet partout, en particulier dans les hommages (Grand Prix de l’Académie Charles-Cros), les concerts outre-Atlantique, un tribut à Maxime Leforestier, et les refrains offerts à d’autres, de Sylvie Vartan à Françoise Hardy » et que cela entraine un « nécessaire repli sur soi (qui) induit alors, et en toute logique, l’écriture, la composition, vers une nette introspection, une certaine mélancolie harassée, et la perte de l’insouciance héritée de l’enfance ». Lehoux de Télérama apprécie le fait que l'album « sent la nécessité. C'est ce qui le rend tellement intense, et émouvant ».

## Classements
| Pays                         | Meilleure position |
| ---------------------------- | ------------------ |
| Belgique (Wallonie Ultratop) | 12                 |
| France (SNEP)                | 9                  |

## Fiche technique

### Liste des titres
Toutes les chansons sont écrites et composées par La Grande Sophie.
| La Place du fantôme | La Place du fantôme   | La Place du fantôme | La Place du fantôme | La Place du fantôme | La Place du fantôme | La Place du fantôme | La Place du fantôme | La Place du fantôme | La Place du fantôme |
| No                  | Titre                 | Durée               |                     |                     |                     |                     |                     |                     |                     |
| ------------------- | --------------------- | ------------------- | ------------------- | ------------------- | ------------------- | ------------------- | ------------------- | ------------------- | ------------------- |
| 1.                  | Bye Bye, etc.         | 3:40                |                     |                     |                     |                     |                     |                     |                     |
| 2.                  | Peut-être jamais      | 4:27                |                     |                     |                     |                     |                     |                     |                     |
| 3.                  | Ne m'oublie pas       | 3:36                |                     |                     |                     |                     |                     |                     |                     |
| 4.                  | Sucrer les fraises    | 3:10                |                     |                     |                     |                     |                     |                     |                     |
| 5.                  | Dans ton royaume      | 2:57                |                     |                     |                     |                     |                     |                     |                     |
| 6.                  | Ma radio              | 5:36                |                     |                     |                     |                     |                     |                     |                     |
| 7.                  | Tu fais ton âge       | 3:14                |                     |                     |                     |                     |                     |                     |                     |
| 8.                  | Quand on parle de toi | 2:56                |                     |                     |                     |                     |                     |                     |                     |
| 9.                  | Écris-moi             | 4:27                |                     |                     |                     |                     |                     |                     |                     |
| 10.                 | Suzanne               | 4:13                |                     |                     |                     |                     |                     |                     |                     |
| 38:15               |                       |                     |                     |                     |                     |                     |                     |                     |                     |

### Crédits
Source : livret de l'album
- La Grande Sophie :
  - chant (1-10),
  - chœurs (3, 5, 6, 9, 10),
  - guitare électrique (4),
  - maracas (5),
  - guitare acoustique (9),
  - guitalele (10),
  - arrangements ;
- Vincent Taeger :
  - batterie (1, 2, 3, 4, 5, 6, 7, 8, 9),
  - timbales d'orchestre (1, 9),
  - boîtes à rythmes (1),
  - percussions (1, 6),
  - congas (5),
  - tama africain (5),
  - orgue Eminent Grand Théâtre (9),
  - théremine (10),
  - arrangements ;

- Vincent Taurelle :
  - synthés (1, 4, 5, 6, 8, 9),
  - claviers (2),
  - piano (3, 6, 9,10),
  - bongos (5),
  - orgue (7),
  - théremine (10),
  - arrangements ;
- Ludovic Bruni :
  - guitare acoustique (1, 4, 6, 9),
  - basse (2, 3, 4, 5, 6)
  - guitare(s) électrique(s) (2, 3, 5, 7, 9),
  - arrangements ;
- Remi Sciuto :
  - ocarina (8),
  - saxophones (7, 8) ;
- Camille Ballon :
  - contrebasse (8),
  - contrebasse archet (9).

## Récompense
- 2013 : Victoire de la musique de l'album de chansons de l'année